# Erebia biocellata
Erebia biocellata är en fjärilsart som beskrevs av Hartig 1924. Erebia biocellata ingår i släktet Erebia och familjen praktfjärilar. Inga underarter finns listade i Catalogue of Life.